# Hajdar al-Abadi

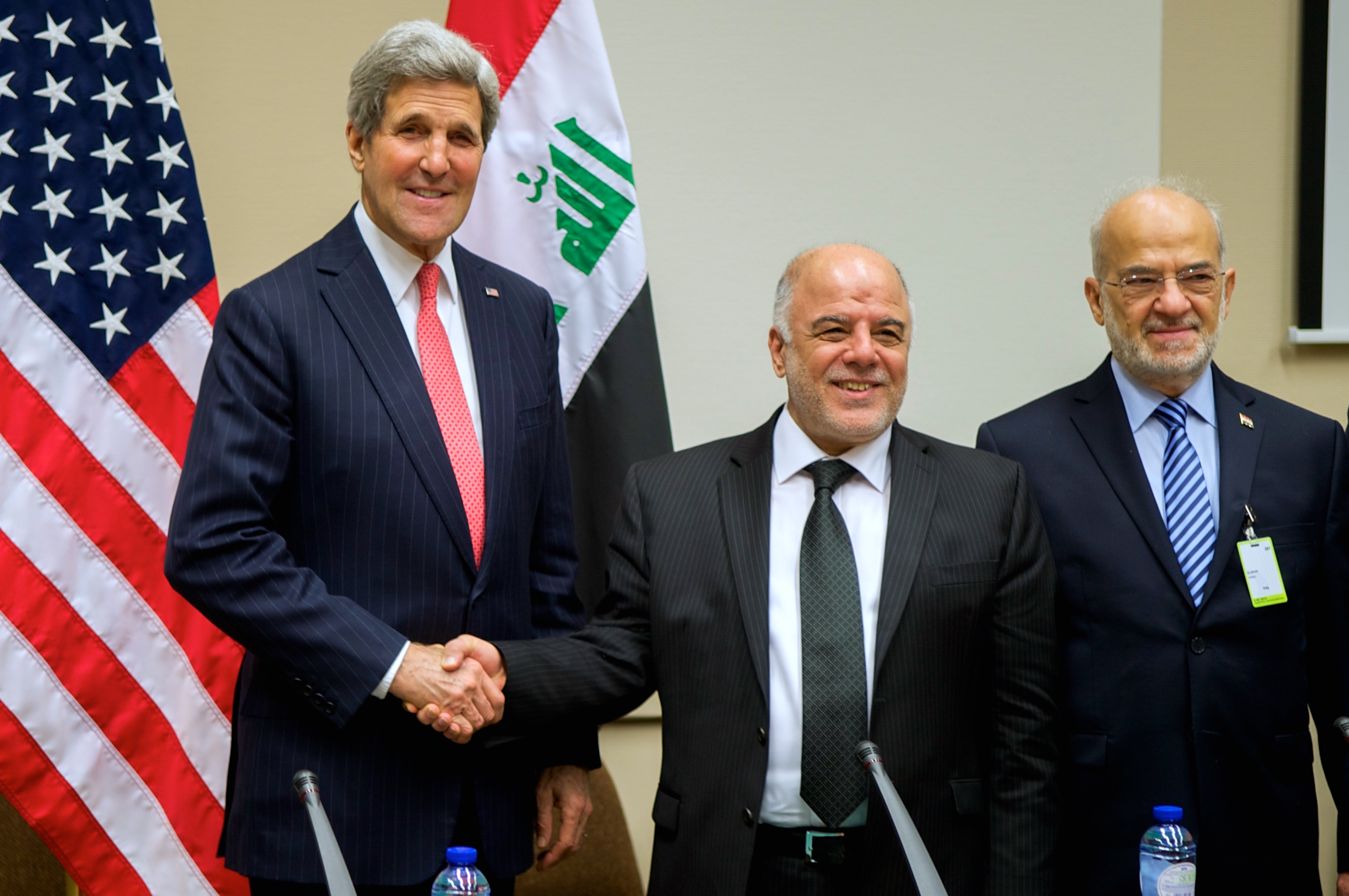
Hajdar al-Abadi i John Kerry, 3 grudnia 2014

Hajdar Dżawad al-Abadi (ur. 25 kwietnia 1952 w Bagdadzie) – iracki polityk, premier Iraku od 8 września 2014 do 25 października 2018.

## Życiorys
Na początku lat 80. XX wieku ukończył studia na Uniwersytecie w Manchesterze, uzyskując stopień doktora. W Londynie pozostawał do obalenia rządów Saddama Husajna w Iraku. Jego dwaj bracia zostali w 1980 aresztowani i straceni za działalność w szyickiej partii Zew Islamu, trzeci z braci trafił do irackiego więzienia rok później z tego samego powodu i był w nim przetrzymywany przez dziesięć lat. Jej członkiem był również sam Hajdar al-Abadi. Hajdar al-Abadi w Wielkiej Brytanii działał w zagranicznej komórce tej samej partii, prowadził również kawiarnię.
Po powrocie do Iraku al-Abadi, inżynier z zawodu, został ministrem komunikacji i pracował nad odbudową systemu komunikacji telefonicznej oraz wdrażaniem telefonii komórkowej i internetu. W 2005 został deputowanym do irackiego parlamentu, zaś w wyborach w r. 2010 uzyskał reelekcję. W 2013 stał na czele parlamentarnego komitetu ds. finansów, w 2014 był zastępcą spikera parlamentu.
11 sierpnia 2014, podczas kryzysu politycznego związanego z rebelią sunnicką i powstaniem samozwańczego Państwa Islamskiego w północnej części Iraku oraz Syrii, prezydent Fu’ad Masum desygnował go na stanowisko szefa rządu, chociaż wybory parlamentarne w Iraku w tym samym roku przyniosły sukces koalicji Państwo Prawa dotychczasowego premiera Nuriego al-Malikiego. Nuri al-Maliki był jednak oskarżany przez sunnitów i Kurdów o faworyzowanie swojej grupy religijnej (szyitów) kosztem innych, ponadto wystąpiły przeciwko niemu inne niż jego własne ugrupowania szyickie. Al-Maliki początkowo nie pogodził się z nominacją al-Abadiego, którą nazwał „naruszeniem konstytucji”, ostatecznie jednak zaakceptował ją. Desygnowany premier Iraku ma od momentu otrzymania nominacji 30 dni na utworzenie gabinetu. Nominacja al-Abadiego została pozytywnie przyjęta przez międzynarodową opinię publiczną, zadowolenie wyraziły z tego powodu Stany Zjednoczone, Arabia Saudyjska, Turcja, Katar oraz Iran.
Al-Abadi zapowiedział, że zapewni bezpieczeństwo wszystkim Irakijczykom i wezwał ich do jedności. Zapowiadał również „odbudowę” armii irackiej, by mogła ona pokonać fundamentalistów islamskich oraz walkę z korupcją. Zapewnił ponadto, że były premier Nuri al-Maliki pozostanie jego kluczowym partnerem politycznym i chwalił jego zaangażowanie w zwalczanie terroryzmu.
8 września 2014 rząd Hajdara al-Abadiego został zaprzysiężony przez parlament.